# Plinio Pascoli
Plinio Pascoli (* 20. Februar 1905 in Rom; † 22. April 1999) war ein italienischer römisch-katholischer Geistlicher und Weihbischof in Rom.

## Leben
Plinio Pascoli empfing am 22. Dezember 1928 das Sakrament der Priesterweihe. 
Am 5. August 1966 ernannte ihn Papst Paul VI. zum Titularbischof von Suava und zum Weihbischof in Rom. Der Kardinalvikar von Rom, Luigi Traglia, spendete ihm am 30. Oktober desselben Jahres die Bischofsweihe; Mitkonsekratoren waren der Erzbischof von Catanzaro, Armando Fares, und der Generalsekretär der Päpstlichen Kommission für die Auslegung der Dokumente des Zweiten Vatikanischen Konzils, Kurienerzbischof Pericle Felici.
Papst Johannes Paul II. nahm am 1. Dezember 1980 das von Plinio Pascoli vorgebrachte Rücktrittsgesuch an.